# 1846 en science
| Années de la science : 1843 - 1844 - 1845 - 1846 - 1847 - 1848 - 1849    |
| Décennies de la science : 1810 - 1820 - 1830 - 1840 - 1850 - 1860 - 1870 |

Cet article présente les faits marquants de l'année 1846 en science.

## Évènements
- 3 août : le mathématicien français Augustin Louis Cauchy transmet une première note à l'Académie des sciences intitulée Sur les intégrales qui s'étendent à tous les points d'une courbe fermée[1] où il utilise la formule dite de Green-Riemann[2].

- Août : le médecin et géologue canadien Abraham Gesner effectue à l'île-du-Prince-Édouard la première démonstration publique d'un liquide d'éclairage issu de la distillation du charbon qu'il nomme « kérosène »[3].

- 10 septembre : l'inventeur américain Elias Howe dépose un brevet pour une machine à coudre à deux fils, aiguille et navette[4], produisant 300 points par minute.
- 11 septembre : création de l'École française d'Athènes[5], qui permet le développement des études archéologiques.

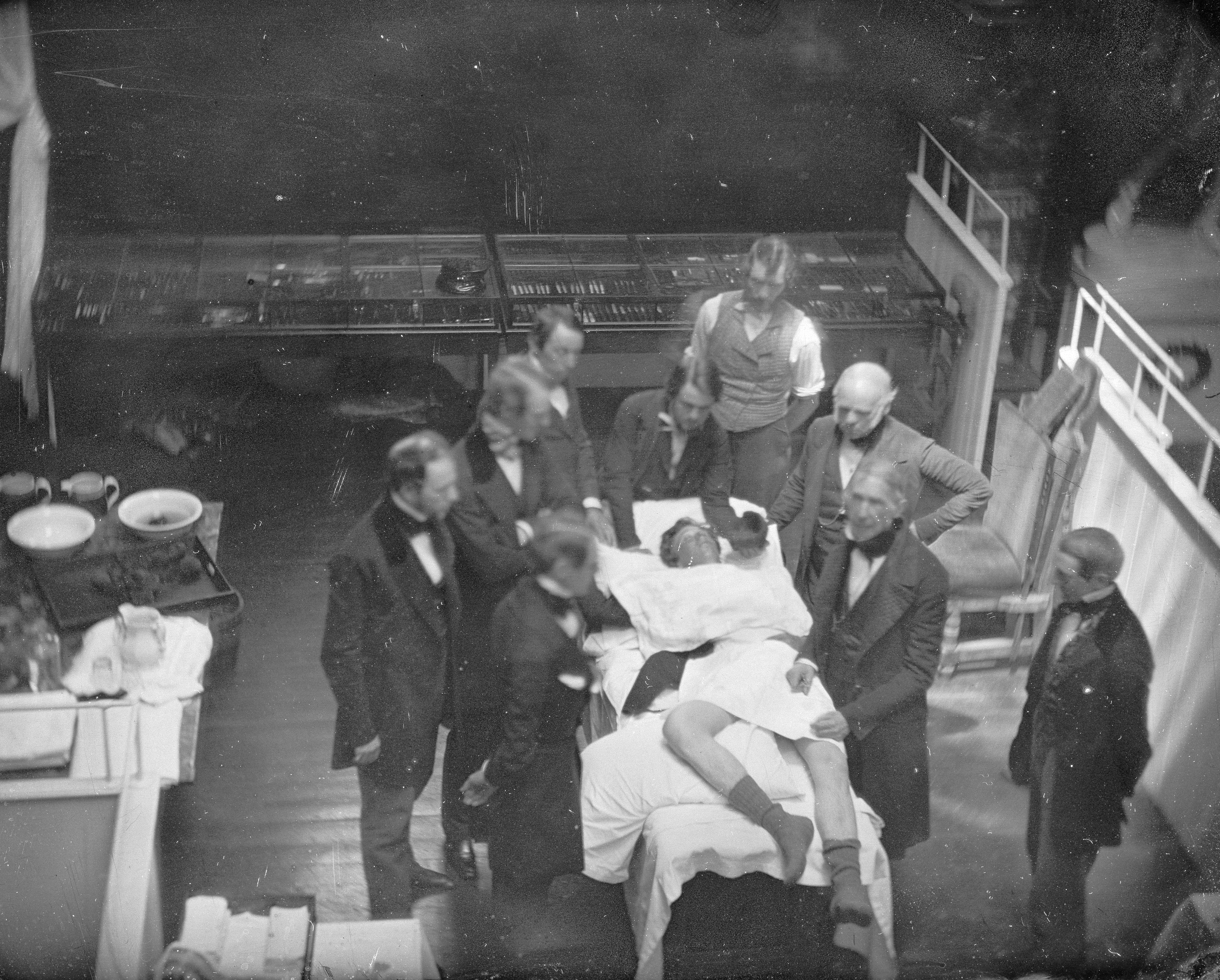
Reconstitution de l'opération sous anesthésie du 16 octobre, faite peu de temps après.

- 30 septembre : le dentiste américain William Morton fait la première extraction dentaire sous anesthésie d'éther à Boston[6].

- 16 octobre : au Massachusetts General Hospital de Boston, William Morton utilise avec succès l'anesthésie par inhalation d'éther sur un malade opéré par le chirurgien John Collins Warren[6].

- 19 novembre : l'industriel allemand Carl Zeiss ouvre un atelier d'optique de précision à Iéna[7].

### Sciences physiques
- 20 février : découverte à Rome de la comète 122P/de Vico par Francesco de Vico[8].
- 26 février : découverte à Kiel de la comète 5D/Brorsen par Theodor Brorsen[9].
- 1er juin : l'astronome français Urbain Le Verrier présente ses Recherches sur le mouvement d’Uranus à l'Académie des sciences dans lesquels il prédit l'existence et l'emplacement de Neptune[10].
- 31 août : Urbain Le Verrier transmet à l'Académie des sciences les calculs définitifs sur la position de la planète Neptune qu'il a effectués à partir des irrégularités de l'orbite d'Uranus[10].
- 23 septembre : l'astronome allemand Johann Galle découvre la planète Neptune suivant les prédictions de Le Verrier[10].
- 10 octobre : l'astronome britannique William Lassell découvre Triton, le plus gros satellite de Neptune[10].

## Publications
- Henry Rawlinson : The Persian cuneiform inscription at Behistun (« L’Inscription cunéiforme perse à Behistun »).Les travaux conjugués de plusieurs chercheurs (Georg Friedrich Grotefend, Eugène Burnouf, Edward Hincks etc.) permettent à l'officier britannique Sir Henry Creswicke Rawlinson de déchiffrer l'inscription de Behistun en écriture cunéiforme[11].
- George Gabriel Stokes : Report on recent research in Hydrodynamics.
- Niccolò Fontana Tartaglia : réédition de La balistique, ou recueil de tout ce que cet auteur a écrit touchant le mouvement des projectiles et les questions qui s'y rattachent, composé des deux premiers livres de La science nouvelle (ouvrage publié pour la première fois en 1537) et des trois premiers livres des Recherches et inventions nouvelles (ouvrage publié pour la première fois en 1546) (OCLC 56916961).

## Prix
- Médailles de la Royal Society
  - Médaille Copley : Urbain Le Verrier
  - Médaille royale : Richard Owen et Michael Faraday
  - Médaille Rumford : Michael Faraday

- Médailles de la Geological Society of London
  - Médaille Wollaston : William Lonsdale

- Académie des sciences
  - Prix Lalande : Johann Gottfried Galle

## Naissances

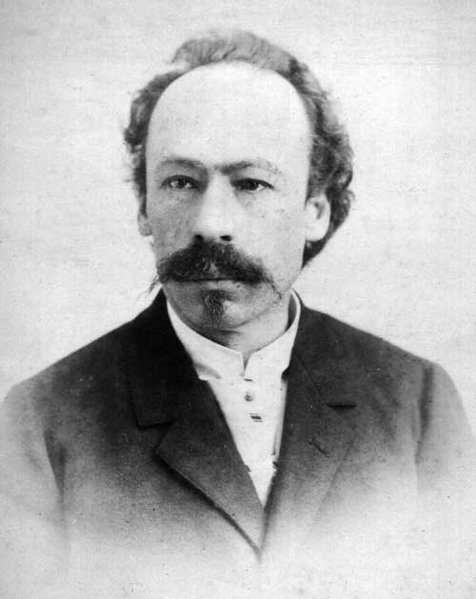
Karol Olszewski

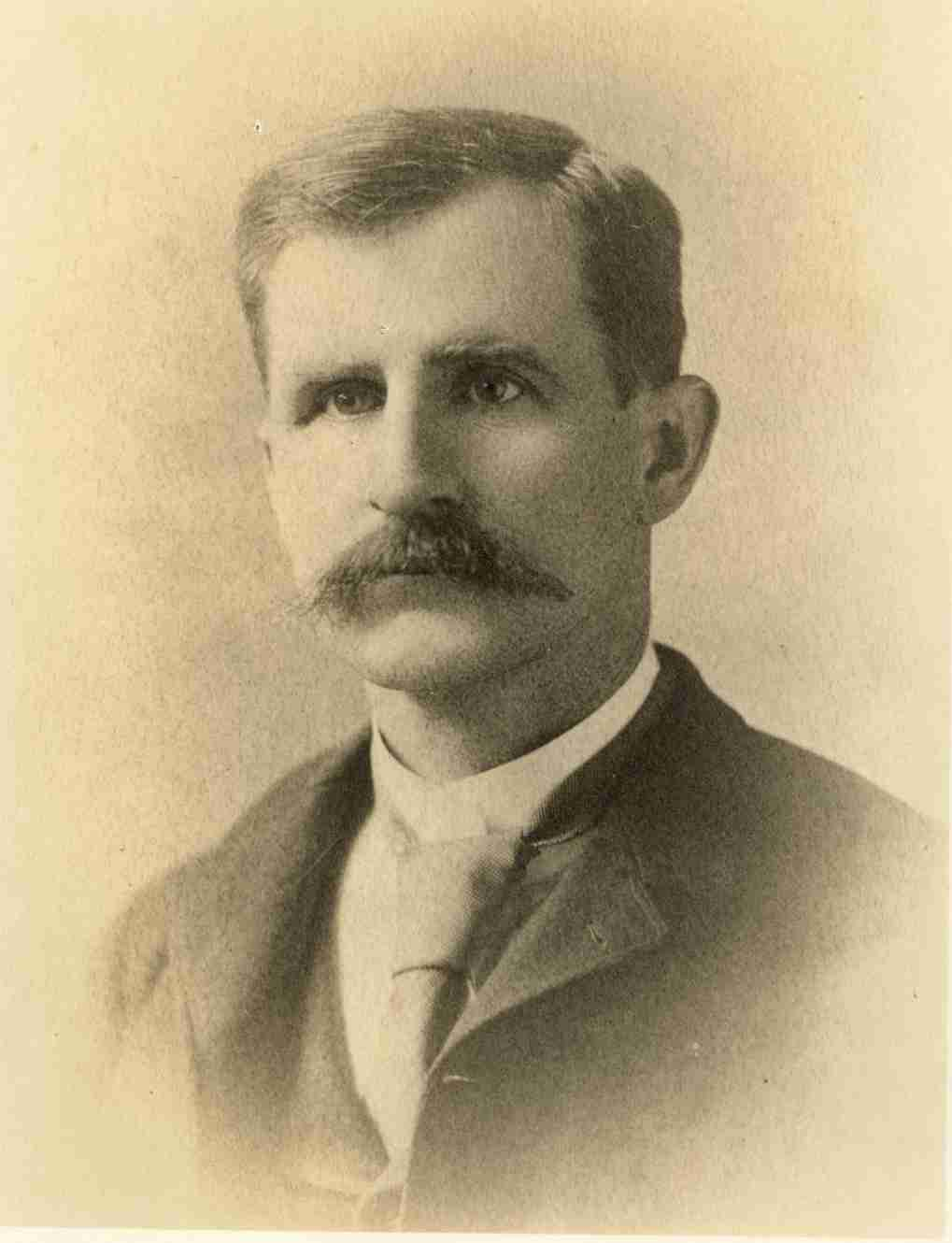
Tarleton Hoffman Bean

- 7 janvier : Alexandre Karpinsky (mort en 1936), géologue et minéralogiste russe.
- 29 janvier : Karol Olszewski (mort en 1915), mathématicien, physicien et chimiste polonais.

- 10 février : Ira Remsen (mort en 1927), chimiste américain.

- 1er mars : Vassili Dokoutchaïev (mort en 1903), géographe et géologue russe.
- 5 mars : Édouard van Beneden (mort en 1910), zoologiste belge.
- 20 mars : Ewald Wollny (mort en 1901), agronome allemand.
- 21 mars : Eugène Rolland (mort en 1909), ethnologue français.

- 28 avril : Oskar Backlund (mort en 1916), astronome russo-suédois.

- 18 mai : Alfred Henry Garrod (mort en 1879), zoologiste britannique.
- 22 mai : Oliver Perry Hay (mort en 1930), paléontologue américain.

- 1er juin : Eugène Grébaut (mort en 1915), égyptologue français.
- 2 juin : Hermine Hartleben (morte en 1919), égyptologue allemande.
- 16 juin : Henri Douvillé (mort en 1937), paléontologue français.
- 19 juin : Antonio Abetti (mort en 1928), astronome et physicien italien.
- 23 juin : Gaston Maspero (mort en 1916), égyptologue français.
- 27 juin : Hippolyte Boussac (mort en 1942), architecte et égyptologue français.

- 1er juillet : Ludwig von Sybel (mort en 1929), historien de l'art et archéologue allemand.
- 19 juillet : Edward Charles Pickering (mort en 1919), astronome et physicien américain.

- 1er août : Tito Pasqui (mort en 1925), agronome et homme politique italien.
- 8 août : Alfred Giard (mort en 1908), zoologiste français.
- 21 août : Étienne Bazeries (mort en 1931), cryptanalyste militaire français.

- 10 septembre : Paul Hallez (mort en 1938), zoologiste français.
- 16 septembre : Seth Carlo Chandler (mort en 1913), astronome américain.

- 6 octobre : George Westinghouse (mort en 1914), ingénieur américain.
- 8 octobre : Tarleton Hoffman Bean (mort en 1916), ichtyologiste américain.
- 15 octobre : Pierre Victor Galtier (mort en 1908), vétérinaire français.
- 26 octobre : Lewis Boss (mort en 1912), astronome américain.

- 8 novembre : William Robertson Smith (mort en 1894), anthropologue britannique.
- Décembre : James Wood-Mason (mort en 1893), zoologiste écossais.

## Décès

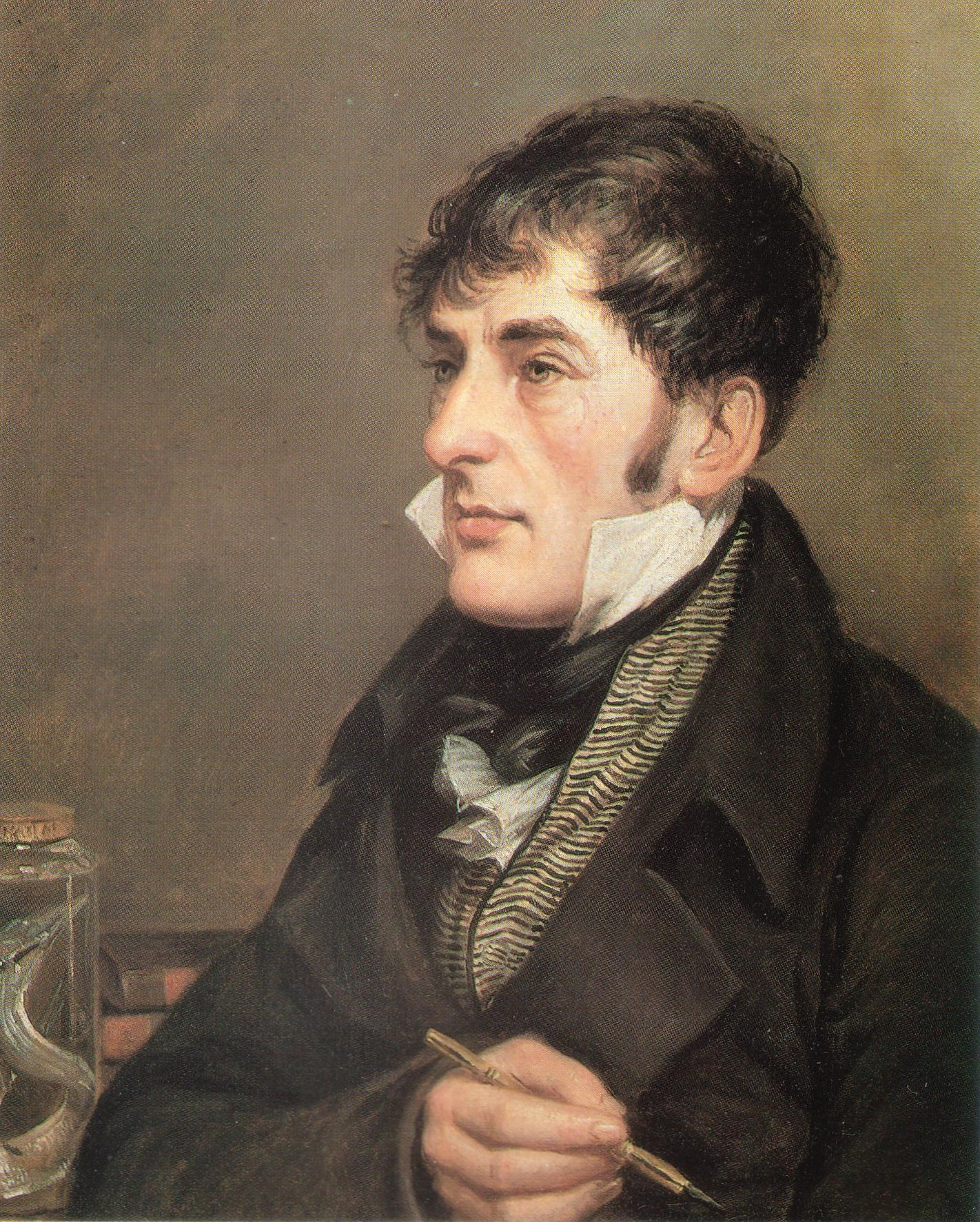
Charles Alexandre Lesueur en 1818. Peinture de Charles Willson Peale.

- 17 mars : Friedrich Wilhelm Bessel (né en 1784), astronome et mathématicien allemand.

- 21 juin : James Marsh (né en 1794), chimiste britannique.
- 22 juin : Utagawa Yōan (né en 1798), scientifique japonais.
- 25 juillet : Giuseppe Zamboni, inventeur de la pile Zamboni (né le 1er juin 1776).

- 6 août : Marie-Charles-Théodore de Damoiseau de Montfort (né en 1768), astronome français.
- 25 août : Giuseppe Acerbi (né en 1773), explorateur, naturaliste, archéologue et diplomate italien.

- 16 septembre : Heinrich Menu von Minutoli (né en 1772), général et explorateur prussien.
- 21 septembre : Charles Derosne (né en 1780), chimiste et industriel français.

- 12 décembre : Charles Alexandre Lesueur (né en 1778), naturaliste, artiste et explorateur français.
- 22 décembre : Jean-Baptiste Bory de Saint-Vincent (né en 1778), officier, naturaliste et géographe français.